# Erdélyi kopó
Az erdélyi kopó jelenleg a legveszélyeztetettebb helyzetben lévő Magyarországról származó kutyafajta. Matolcsi János, Standeisky Andor kutatásai szerint a kelta kopó és a "tatár" kopó kereszteződéséből ered. Bár a kinológusok önálló fajtának ismerik el a környező országok fekete-vörös kopóit, zoológiailag mégis egyazon fajta helyi változatainak kell tekintenünk az erdélyi, szlovák, lengyel és osztrák kopókat, melyek közül az eredeti formát legjobban az erdélyi és a szlovák őrzi. Az erdélyi kopó kihalóban volt már, de az utolsó pillanatban azonban mégis sikerült megmenteni ezt a valóban ősi magyar kutyafajtát. Hajtóvadászatra kiválóan használható, nem kimondottan szobaállat, vadászati és kultúrtörténeti értéke miatt a fajta fenntartása kötelességünk. "Élő múzeumunkban" van a helye.

## Története
Már honfoglaló őseink is előszeretettel használtak a vadászatokon kopókat segítőnek, s amikor megérkeztek a Kárpát-medencébe, ezek a kopók keveredtek az itt élő népek kutyáival, köztük a kelta kopóval. Az Árpád-házi királyok idején alakult ki a mára kihalt pannon kopó, amely az erdélyi kopó és a rövidszőrű magyar vizsla elődjének tekinthető. A „kopó” régi magyar szavunk, amely a „kap” ige származékszava („vadat elkapó”) már 1237-ben előfordul személynévként, gyakran vadászattal összefüggésben. A székely nyelvjárásban még napjainkban is több helyen „kopónak“ nevezik a hajtókat, sőt „Kopó“ becéző melléknévvel illetnek egy-egy vadász családot. 
A kopó szó előfordulásai a Magyar oklevél-szótárban:
1237-ből ,,Vdornici de uilla Borost quorum nomina Itol Copou,, (Borosdi falu udvarnokai, akiknek neve Etel, Kopó)
1240-ben ,,Quorum nomina sunt hec Copo Bene Ceke,, (akiknek neve Kopó, Bene, Cseke)
1293-ban „Iwau Leseu Kopou Nuzo Nertheu Lukeu et Thuzon servientes”, (Ívó, Leső, Kopó, Nyúzó, Nertheu (?), Lükő és Thuzon szolgák)
1293-ban „Iwan. Lesen. Kapou. Nuzo. servientes eiusdem Alexandri  Predictus Alexander. Iwan. Leseu. Kopou”,(Iván, Leső, Kopó szolgálók Sándor fia Sándoré)
1399-ben „Thomam dictura Kopó”, (Kopónak mondott Tamás)
1422-ben „Dominico Kopó”, (Kopó Domokos)
1492-ben „Vrbanus Kopo” (Kopó Orbán)
1788-ban pedig Koppó alakkal is találkozhatunk. A kopó eredeti jelentése elkapó, megfogó, megragadó. Kopókat a Képes krónika miniatúráin is ábrázoltak. A magyar királyok, nemesek rendkívül szerettek kopókkal vadászni, a magyar nemesi udvarhoz hozzátartozott a kopófalka. Mátyás királynak, a Rákóczi és Zrínyi családnak mindig voltak kopóik. Különösen nagy becsben tartották az ún. fekete magyar kopót kiváló szaglása és bátorsága miatt. A középkori magyar királyság udvartartásának hagyományai a 16. század második felétől kezdve Erdélyben éltek tovább. A kopótartás a nemesi életvitel velejárója volt. Nem igen akadt magyar nemesi udvartartás ahol ne tartottak volna magyar kopókat. Feljegyezték, hogy I. Rákóczi Györgynek (1593-1648) világhírű agarai és kopói voltak. Egy 1600-as évekből származó vésett erdélyi serlegen két kopót láthatunk lándzsás medvevadászaton segédkezni. Nagyszámú vadászkutya állományuk volt az erdélyi udvaroknak. Az 1666-ban Késmárk környékén vadászó Thököly István gróf pecérei agárral, vizslával és kopóval vadásztak. I. Apafi Mihály erdélyi fejedelemnek (1661-1690) 54 vizslája, 83 kopója, 125 agara, Bornemissza Józsefnek a 18. században 80 kopója, 25 agara volt. Vastagh György 19. században készült olajfestményein Újfalvi Sándort ábrázolja egy elejtett medvével és kopókkal, egy másikon pedig vaddisznóval és kopókkal.

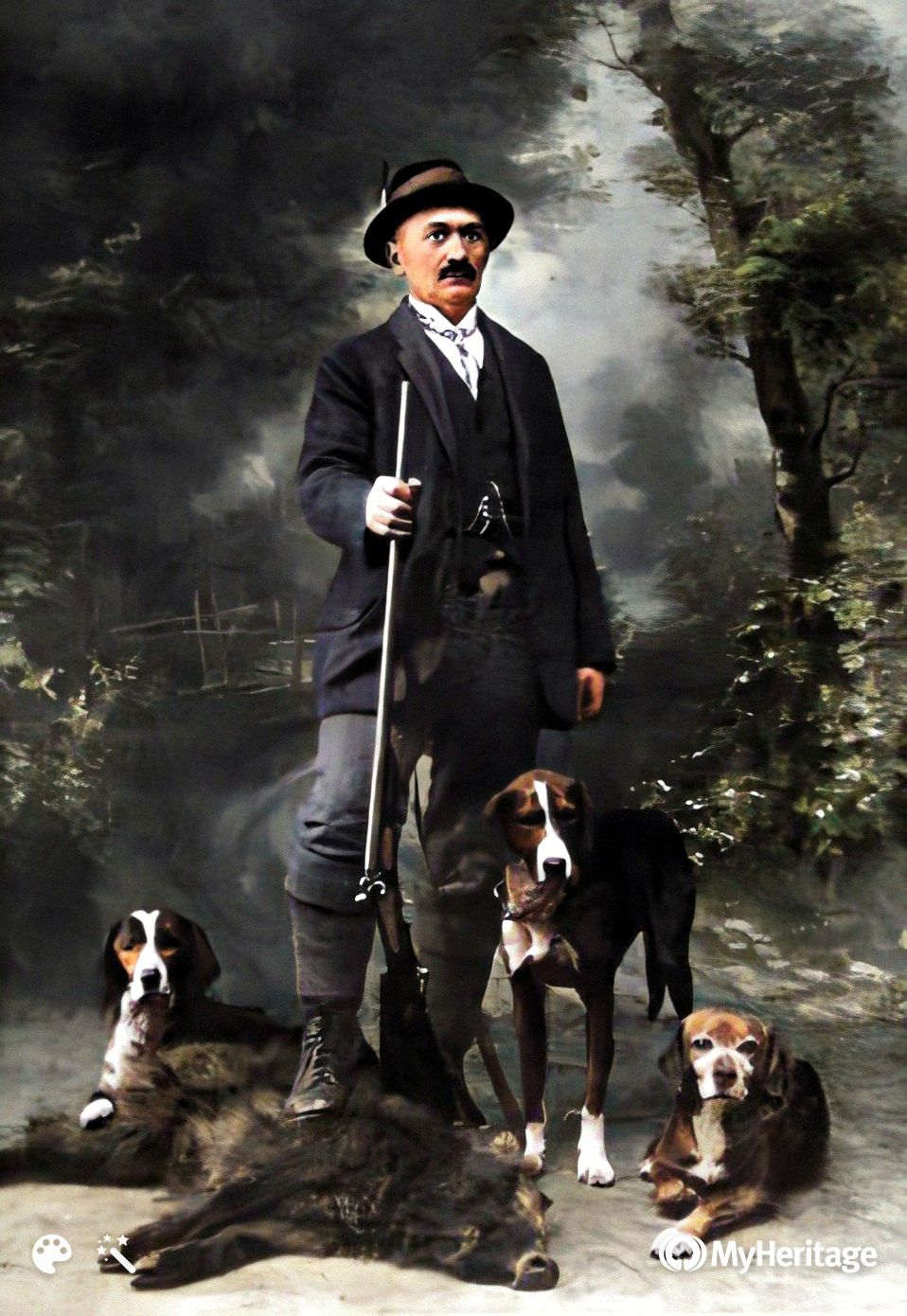
Vadász magyar kopókkal és elejtett vaddisznóval, 19. század vége

A 19. századig a kopó meglehetősen elterjedt volt a Kárpát medencében. Többféle elnevezése volt ismeretes: 1729-ig magyar kopónak nevezték, de hívták erdei kopónak, hosszú lábú erdélyi kopónak, fekete erdélyi kopónak, vörös kopónak, alacsony lábú kopónak stb. A korabeli megnevezésekből azonban az is kiderül, hogy nem egy egységes fajtáról, hanem inkább fajtacsaládról beszélhetünk.

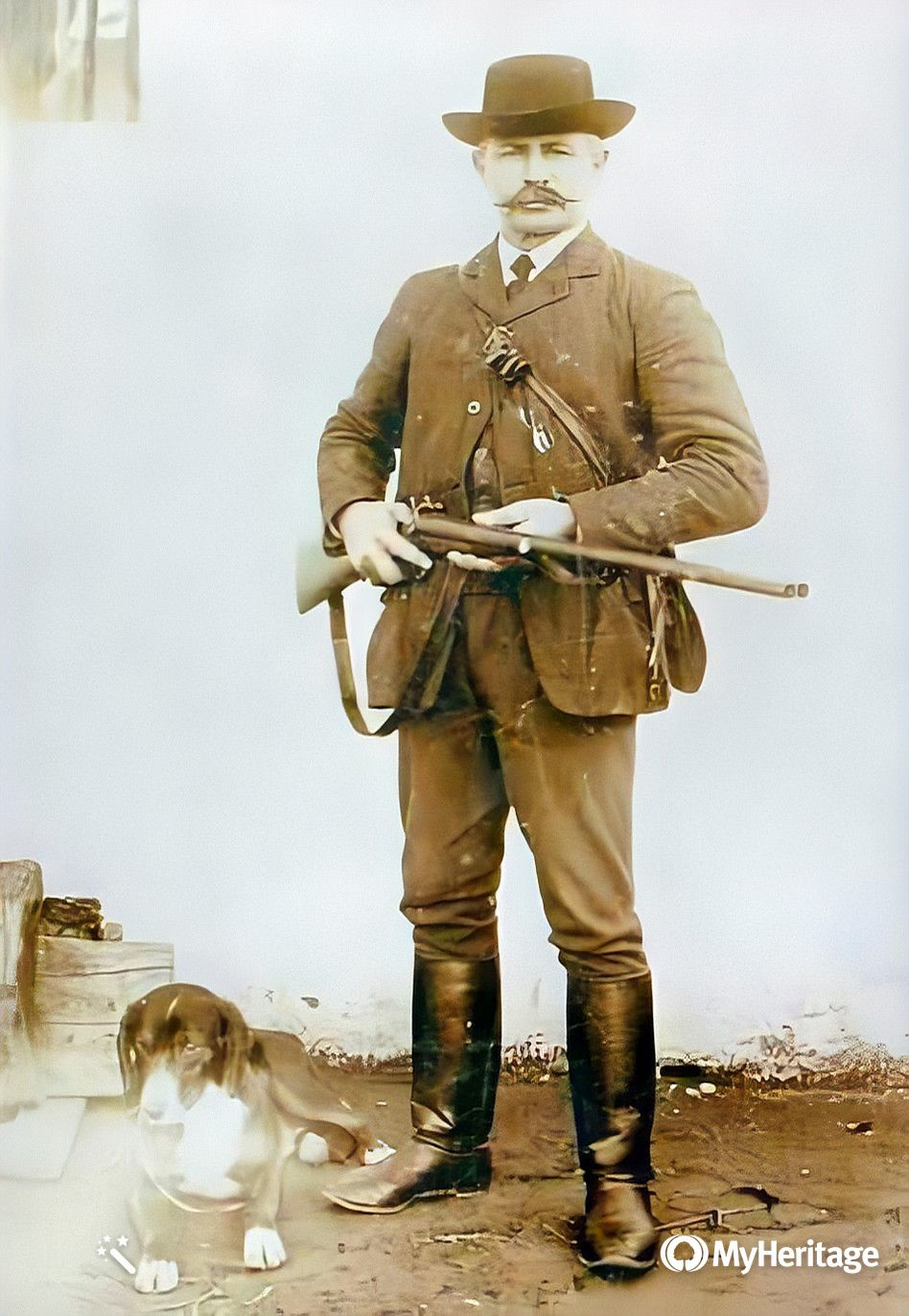
Farkas Gábor fővadász (1852-1917) magyar kopóval, Hajdúhadház 1902

A közönséges kopóra csak későn, a 19. század vége felé kezdték elszórtan használni az erdélyi jelzőt. A megnevezés elterjedése csak a standard elkészítése után gyorsult fel a 20. század második felében. Mivel egy általánosan elterjed és egyetlen ismert kopófajta volt évszázadokon keresztül nem volt szükséges megkülönböztető jelzőt használni. Hasonlóan mint a vizsla, agár fajták esetében.

### Színe és mérete
Az írott emlékek, majd a későbbi korokban a festmények, rajzok már egyértelműen „közönséges“ (általánosan elterjedt, ismert) fekete és sárga kopóról beszélnek. Méretüket tekintve olvashatunk magasabbakról és alacsonyabbakról, rövidebb vagy hosszabb szőrűekről. Talán egyik legkorábbi ismert utalás a kopó színét illetően, Kazinczy Ferenc tollából való: "Ráth Mátyás, győri evangélikus prédikátor 1780. január első napján kezdé el a magyar újságlevelek kiadását […] Mik valának eddig összejövésink falukon, mint arról űzött discussiók, hogy a sárga kopó-e jobb vagy az a fekete…?"Az első leírás Pák Dienes tollából származik 1829-ből, a Vadászattudomány írásában.
A Kárpát-medence strukturális változásai – mocsarak lecsapolása, erdővel borított területek lecsökkenése – miatt a kopós vadászat a 20. századra többnyire az Északi és Keleti Kárpátok hegyvidéki területeire szorult vissza. Az évszázadok alatt két változata alakult ki: a rövidlábú erdélyi kopó és a hosszúlábú erdélyi kopó. A rövidlábú változatot bokros területen apróvadra, a hosszúlábú változatot erdei vadászaton nagyvadra használták.
Ma az FCI nemzetközi standardje csak a hosszúlábú változatot ismeri el, de a nemzeti standard a rövidlábú erdélyi kopót is létező változatnak tartja. Tenyésztése az alacsony egyedszám miatt nehézkes. Tenyészti néhány tenyésztő, akik szeretnék elismertetni tizedik magyar fajtaként.
Első részletes leírása Czynk Edétől származik 1901-ből (post mortem).
A 19. század végén készült leírásban mindkét fajtaváltozat bemutatásra került.
A fekete-cser-fehér erdélyi kopó változatról így ír a szerző:
"Az erdélyi kopó általában valamivel nagyobb, mint a középmagas kutyák, az átlag marmagasság 60-65 cm. [...] A színük túlnyomó részt bársonyfekete, hol erősebb, hol halványabb sárga jelekkel. Különösen kedveltek a fekete alapszínű kutyák, vörösessárga pontokkal a szemeik fölött, ugyanilyen színnel a pofán és a lábak belső felületén, vagy teljesen vörösessárga lábakkal, azonban tiszta fehér szüggyel."
A vörös erdélyi kopót így mutatja be:
"A fekete kopó mellett ugyanolyan nagy számban tenyésztenek egy színváltozatot, amelyben a vörösbarna szín uralkodik világos jegyekkel és többnyire kisebb-nagyobb fehér mellfolttal. Mindkét típusnál, a fekete és a vörös kopónál is gyakran előfordulnak a tiszta fehér mancsok. A hegyekben, főleg zergevadászatokon általában ezeket a kis „vörös” kutyákat használják." 

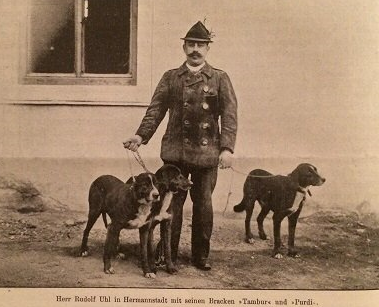
Rudolf Uhl erdélyi kopóival, Nagyszeben 1901

### Kopózás, agárkopászat, falkakopózás
A 19. század előtt ezen őshonos kopónkat kizárólag gyalogos vagy lovas hajtóvadászatokon használták. Ezen vadászati mód különbözött a nyugat-európai 50-60 kopóval való falkakopózástól, ahol a fő cél leginkább a kopók utáni tereplovaglás. A keleti vadászhagyományokban gyökerező magyar kopózás azonban jóval kevesebb kopóval történt és a cél a vad megtalálása, jelzése és a vadász felé való hajtása volt. Az 1892-es vadászati könyv a következőképpen tárja elénk ezt a fajta kopómunkát: "A kopó finom szaglásával a vadat nagy szorgalommal keresi, s mihelyt friss nyomra akad, elnyiffantja magát, azaz különös szakadozott hangon inkább vonyít, mint csahol, s a vadat felverve hajtja. Míg a friss nyom szimatján halad, szakadatlanul csahol. Amikor a menekülő vad cselt vet, tehát a nyomon kétszer-háromszor vissza és ismét előre fut, majd hatalmas ugrásokkal más irányban igyekszik menekülni, akkor az őt üldöző kopó elhallgat mindaddig, míg az ismét a vad nyomára akad, s a hajtás, így a csaholás ismét folytatódik." 

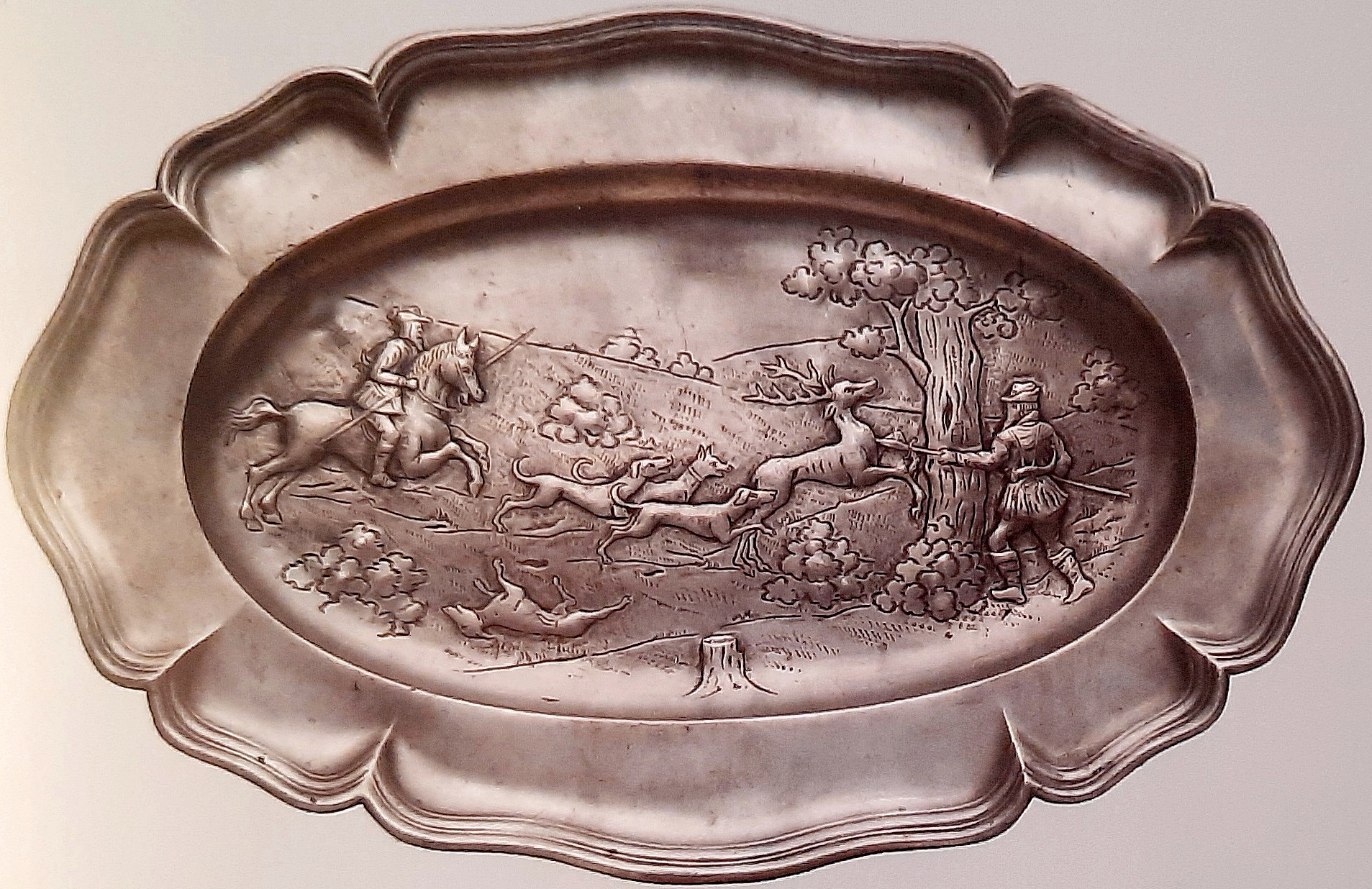
Szarvasvadászat kopókkal. Széchenyi Zsigmond dísztálja a 19. századból

A 20. századig a magyar kopót szinte minden vadászható vadfajra használták. Ha beleolvasunk az elmúlt évszázadok vadászati beszámolóiba, vadászkalandok leírásába, akkor kiderül, hogy egy mindenes vadászkutya. Vadásztak vele bölényre, medvére, vaddisznóra, szarvasra, farkasra, hiúzra, zergére, rókára, nyúlra, sőt még vidrára is.
A hajtóvadászaton kívül a fennmaradt leírások tanúsága szerint létezett egy olyan vadászati forma is amit agárkopászatnak neveztek. Az ideális terület a mocsaras, tavas síkvidéki helyek voltak. Híres agárkopászok hírében álltak Szabolcs és Bihar megye vadászai. Az ilyen vadászatokon a kopók végezték a kereső, hajtó munkát, míg a lesben álló agarászok a felvert menekülő vadra (rókára) engedtek el a magyar agárakat, akik lefojtották a zsákmányt.
A 19. században nyugat európai mintára többen is próbálkoztak az erdélyi kopóval falkakopózni. John Paget Erdélybe költözött angol nemes úr volt egyike az elsőknek, de a kor arisztokrata családjaiból (pl. báró Wesselényi Béla) többen is próbálkoztak. A korabeli vadászati szaklapokban gyakorta előfordultak beszámolók a falkavadászatokról.
A 20. századra a hagyományos kopózást elavult vadászati módnak kezdték tartani. A megváltozott birtokrendszer, az új vadászati törvények nem segítették elő e szilaj kopófajta népszerűségének növekedését. "A kopó azért fajult el, mert nemcsak nem tanítottuk, hanem ellenkezőleg: kívántuk tőle, hogy minél szilajabb legyen, s ezért kell pusztulnia a modern felfogás szerint – vagy áthasonulnia – mert idomíthatatlan, és vadságával már nem illik bele abba a korba, amelynek mottója: az legyen a vadász legfőbb törekvése, hogy a vadat ápolja és védje" idézi az 1920-as évek kutyaszakértőjét tanulmányában Tóth Zsigmond. Használata a nehezen megközelíthető nádasok, mocsaras helyek, vagy a nagyobb és összefüggő erdőségekre kezdett korlátozódni. A kopó kedvelők belátták, hogy ezen ősi fajtájuk csak akkor marad meg, ha megváltozik és igazodik a kor vadászati elvárásaihoz.

### Fajtamentés
Három alkalommal indul meg a fajta megmentése, felkarolása:
- 1886-ban a "Magyar Vadászeb Törzskönyvvel" kezdődik meg a fajta első hivatalos regisztrálása. Az 1910-es években felmerült a magyar kopótenyésztők körében, hogy az állományukat az akkor még Osztrák-Magyar Monarchia déli tartományaiban fellelhető szerbiai és boszniai kopókkal frissítsék, mivel ezeket találtak a legjobb munkabiroknak. Ötvös Balázs kinológus 1916-ban felhívást is intéz a magyar kopókedvelőkhöz mondván, hogy: "Vegyük észre a tenyésztés körül elkövetett hibákat, és irtsuk ki belőle racionális tenyésztéssel, amit eddigi kontárkodásunkkal beleoltottunk. Itt-ott akad még egy-egy nemes formájú, elég tisztán tenyésztett kopónk. Ezeket fordítsuk tenyésztésre, és a most megreformált Országos Ebtenyésztő Egyesület segítségével, amely feladatául tűzte ki a vadászebtenyésztés rekreációját is, konstruáljuk meg a jövendő magyar kopót is".
- 1941-ben a fajtát magyar kopóként a Magyar Országos Vizsla Klub/Kopó szakosztálya regisztrálja és 27 egyeddel elkezdi a fajtamentést. A tervszerű tenyésztést azonban a két világháború derékba törte. 
A két világháború között is népszerű kutya volt, de az 1947-ben hozott romániai rendelet kiirtandó dúvadnak minősítette az agárral együtt, s ezzel szinte halálra ítélte a fajtát. 
- 1960-as években sikerül az elindított folyamatot újra kezdeni. Magyarország világháború utáni területi veszteségeivel az állomány jelentős része a szomszédos államokba (Romániába, Szlovákiába) kerül. Szerencsére voltak elkötelezett hívei, akik megmentették az erdélyi kopót. A hatvanas évekre a Magyarországon maradt kopóállomány elenyésző lett, ezért a fajta felélesztéséért Erdélyben is megindul felhasználható egyedek utáni keresés. Amikor Budapesten az 1971-es Vadászati Világkiállításra készültek, és a magyar vadászkutyákat szerették volna bemutatni, kiderült, hogy a Nemzetközi Kinológiai Szövetség az erdélyi kopót kihaltnak véli, hiszen évtizedek óta egyetlen almot sem jelentettek be. 

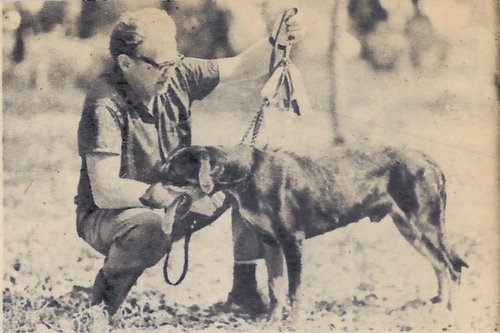
Állatkerti Dákó és Kugler Károly, Budapest 1970

 Így az 1960-as években megindult a kutatás fajtatiszta egyedek felkutatására. E fajtamentés vezetői dr. Györffy Lajos állatorvos és Fodor Tamás biológusok voltak, akik a kutatást kiterjesztve Erdélyre Bodor László és Bogdán Imre segítségével eljutottak Máramarosszigetre Nyisztor Péterhez, akinél fajtatiszta erdélyi kopókat találtak. Tőle származik az a két egyed, amelyekkel újraindult a magyarországi kopótenyésztés: Állatkerti Morzsi és Állatkerti Réka. Később 1972-73-ban dr. Kelemen Attila és Bóka Géza segítségével mentettek még ki kopókat a Beszterce-Naszód megyei Zselykről. Így indult meg a fajta újjáélesztése dr. Anghi Csaba és dr. Szederjei Ákos irányítása mellett.

### Hungarikum.Magyar Értéktár
A standard elkészülte után az FCI 1966-ban hivatalosan is elismerte az erdélyi kopót kilencedik magyar kutyafajtaként 240/a szám alatt amit 1968-ban 241-re változtattak. A romániai rendszerváltás után több kopó került elő, amelyet bevontak a hazai tenyésztésbe. Ma már Erdélyben is disznóskerti munkaversenyeket rendeznek, amelyeken erdélyi kopókat is beneveznek. A fajta ennek ellenére sincs megnyugtató helyzetben, hiszen létszáma kicsi. Kiutat népszerűségének, ismertségének növekedése, vadászati használhatósága, újabb feladatkörök megtalálása jelenthet, hiszen a mudit is ez mentette meg a kihalástól. A 32/2004. (IV. 19.) OGY határozat értelmében az erdélyi kopó hungarikum, magyar nemzeti kincs. 2017-től része a Hungarikumok Gyűjteménye Magyar Értéktárnak. Vadászati használatát az 1996. évi LV. törvény és annak 2020-ban megtett módosításai biztosítják.

## Külleme és jelleme
Az erdélyi kopó az egyik legelegánsabb kutyafajta. A hosszúlábú változat fekete cservörös jegyekkel és fehér jelzésekkel, marmagassága 55–65 cm, a rövidlábú változat vörös fehér jegyekkel, marmagassága 45–50 cm. Testtömege hosszú lábú változat: 30–35 kg, rövid lábú változat: 22–25 kg.Várható élettartama 14 év. Rövid szőre különösebb gondozást nem igényel. Használatából adódóan teste atletikus felépítésű, szikár, izmos, mozgása kiegyensúlyozott, elegáns. Egész megjelenése nemességet, harmóniát tükröz.
Az erdélyi környezeti viszonyok a kopót szívós, bátor kutyává tették. Igénytelen és alkalmazkodó, a terelőkutyákkal ellentétben nem bőbeszédű, feleslegesen sohasem ugat. Játékos és gyermekszerető természete ideális családi kedvenccé teszi anélkül, hogy szüksége lenne kényeztetésre. Idegenekkel szemben tartózkodó, bizalmatlan, de gazdájához nagyon ragaszkodik. Nyugodt természete, tanulékonysága miatt lakásban és kertes házban egyaránt tartható. Bátorsága, hűsége alapján jó házőrző válik belőle. De sohasem szabad elfelejteni, hogy az erdélyi kopó elsősorban vadászkutya, ami ősi ösztöneinek csak nehezen tud ellenállni. Póráz nélkül sétáltatni csak a legnagyobb körültekintéssel szabad, hiszen elég egy felugró nyúl, és kutyánk hanyatt-homlok rohan utána, és talán soha nem tér haza. Ezért nagyon fontos az erdélyi kopó megfelelő képzése, a rengeteg séta, játék, amellyel mozgásigényét a gondos gazda kielégíti.

## Rokon fajták
Szlovák kopó.
A Felvidéken használt magyar kopót sikeresen őrizte és ismertette el az FCI-vel szlovák kopó néven Szlovákia a XX. század derekán.
Osztrák kopó.
A Habsburg Birodalom, majd később az Osztrák–Magyar Monarchia idején nem illették megkülönböztető jelzővel az őshonos hajtó-kopót. Így az osztrák kopó a magyar erdélyi kopó egyik legközelebbi rokona.
Szávavölgyi kopó.
E vörös-fehér színű kopófajta a XX. századig több helyen megtalálható volt a Kárpát-medencében. Jelentősebb létszámban azonban a hajdani Magyar Királyság e déli tartományában maradt fenn. A rövidlábú vörössárga erdélyi kopó közvetlen rokona.
Macar kopoy.
Törökországban használt vadászkutya, amely Magyarország területéről került a mai Törökország területére magyar kereskedők révén a hódoltság évszázadaiban. Nevében most is őrzi a magyar származását.